# Conuacris multicolor
Conuacris multicolor är en insektsart som beskrevs av Willemse, C. 1932. Conuacris multicolor ingår i släktet Conuacris och familjen gräshoppor. Inga underarter finns listade i Catalogue of Life.